# Nilla Fischer
Nilla Fischer (Kristianstad, 2 agosto 1984) è una calciatrice svedese, difensore del Linköping e della nazionale svedese.

## Carriera

### Nazionale
Inserita in rosa a disposizione della selezionatrice Pia Sundhage per il mondiale di Canada 2015, l'8 giugno 2015 sigla al 31' la rete del parziale 2-0 sulla Nigeria, incontro poi terminato per 3-3.

## Palmarès

### Club

#### Competizioni nazionali
- Campionato tedesco: 2

Wolfsburg: 2013-2014, 2016-2017
- Campionato svedese: 2

LdB FC Malmö: 2010, 2011
- Coppa di Germania: 3

Wolfsburg: 2014-2015, 2015-2016, 2016-2017
- Supercoppa svedese: 1

LdB FC Malmö: 2011

#### Competizioni internazionali
- UEFA Women's Champions League: 1

Wolfsburg: 2013-2014

### Nazionale
- Argento olimpico: 1

Rio de Janeiro 2016